# Decus o patrie, spes et honos inclita regni
Decus o patrie, spes et honos inclita regni (pol. Ozdobo ojczyzny, nadziejo i chwało królestwa) – wiersz po łacinie autorstwa Marcina ze Słupcy, upamiętniający zmarłego w 1446 Wincentego z Szamotuł.
Utwór jest znany także jako Wiersz na śmierć Wincentego z Szamotuł lub Epitafium na cześć Wincentego z Szamotuł (łac. Epithaphium Domini Vincencii, heredis Szamotuliensis). Wiersz znajdował się w zniszczonym w czasie II wojny światowej kodeksie Jana ze Słupcy, krewnego Marcina.
Wiesz powstał w 1445. Poświęcony jest zmarłemu nagle Wincentemu z Szamotuł, który był kasztelanem międzyrzeckim oraz sławnym dowódcą, m.in. wojsk księcia Witolda. Utwór składa się z 45 dystychów elegijnych. Treść utworu dzieli się na trzy części: pochwałę zmarłego bohatera, lamentację przedstawiającą smutek autora oraz rozpacz rodziny i otoczenia, pocieszenie będące wezwaniem rycerstwa i duchownych do modlitw za duszę zmarłego. Dwa ostatnie wersy zawierają imienną informację o autorze. W wierszu znalazły się zapożyczenia z poezji Persjusza, Owidiusza, Wergiliusza, a także autorów polskich, jak Adam Świnka i Grzegorz z Sanoka.